# 小行星2333
小行星2333（2333 Porthan）是一颗围绕太阳公转的小行星。1943年3月3日，爾約·維薩拉在图尔库发现了此天体。
該小行星以芬蘭歷史學家亨利克·加布里埃爾·波丹命名。
这颗小行星的绝对星等为99.65124551867618等。